# Slavčo Koviloski

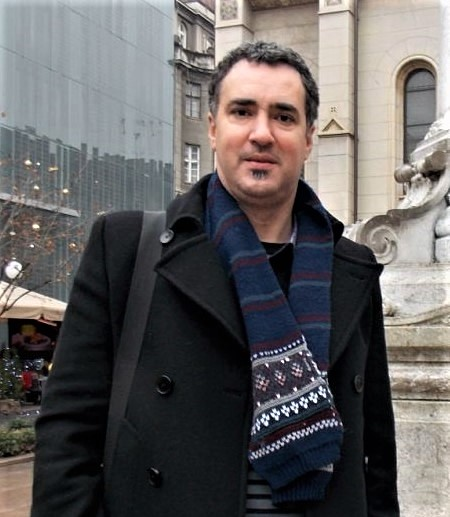
Slavčo Koviloski (2018)

Slavčo Koviloski oder Slavcho Koviloski (mazedonisch Славчо Ковилоски; * 1978 in Skopje, SR Mazedonien, SFR Jugoslawien) ist ein mazedonischer Lyriker und Prosaiker, Literarhistoriker, Kulturwissenschaftler und Herausgeber.

## Leben
Koviloski studierte an der Universität Skopje. 2019 gewann er den Literaturpreis „Grigor Parlitschew“. Seine Werke wurden in mehrere europäische Sprachen übersetzt. Er ist Gewinner der größten literarischen und wissenschaftlichen Anerkennungen in Nordmazedonien.
Koviloski arbeitet am Institut für mazedonische Literatur.

## Werke (Auswahl)
- Sonceto povtorno ke izgree (Poesie), 2000
- Poezija vo dvizhenje (Poesie), 2005
- Opasen sum (Roman), 2007
- Sonuvanje (Roman), 2011